# T.J. Lux
Pour les articles homonymes, voir Lux.
T.J. Lux, est un joueur américain de basket-ball, né le 29 avril 1977 à Saint-Charles (États-Unis). Il mesure 2,08 m et évolue au poste d'ailier fort.

## Biographie

### Clubs successifs
- 1995 - 2000 :  Northern Illinois University (NCAA)
- 2000 - 2001 :  Bayer Leverkusen (Basketball-Bundesliga)
- 2001 - 2002 :  Avitos Giessen (Basketball-Bundesliga)
- 2002 - 2004 :  Reims (Pro B puis Pro A)
- 2004 - 2005 :  Pau-Orthez (Pro A)
- 2005 - 2007 :  Dijon (Pro A)

### Club
- Coupe de France en 2006
- Champion de France Pro B en 2003

### Distinctions personnelles
- Participation au All-Star Game LNB 2004
- Participation au All-Star Game LNB 2007